# Isaac Azcuy
Isaac Azcuy Oliva (Pinar del Río, 3 de junho de 1953) é um ex-judoca cubano. 
Participou dos Jogos Olímpicos de Verão de 1972 e dos Jogos Olímpicos de Verão de 1980, no qual conseguiu a medalha de prata pelo judô na categoria de até 86kg. Nos Jogos Pan-Americanos de 1983 conquistou a medalha de ouro.